# Juan Labat
Juan Labat (Buenos Aires, Argentina, 10 de enero de 1912-23 de julio de 2002) fue un profesor y pelotari argentino ganador de siete medallas de oro en los Campeonatos Mundiales de Pelota Vasca. En 1987 recibió el Premio Fair Play de la UNESCO. Ha sido considerado uno de los grandes pelotaris de la pelota vasca en Argentina. En 1980 recibió el Premio Konex - Diploma al Mérito como uno de los mejores 5 pelotaris de la Argentina.

## Biografía
Se inició en la pelota vasca en el Centro Vasco Francés de Buenos Aires. Se formó con Vicente del Río, considerado por algunos especialistas el mejor pelotari de la historia argentina. Con él, su hermano Pedro Labat y Basilio Balda, formaron un cuarteto al que denominaron Los Corsarios que durante más de una década se dedicó a dar exhibiciones en todo el país.
Fue campeón argentino en 1928, 1929 y 1930. Fue campeón sudamericano en 1930, 1947, 1953 y 1954. Participó en los cinco primeros Campeonatos Mundiales de Pelota Vasca obteniendo siete medallas de oro. Se desempeñó en la Confederación Argentina de Pelota Vasca. 
En su vida profesional se desempeñó como profesor y director de la Escuela Nacional de Enseñanza Técnica (ENET) N.º 19 entre 1954-1984 y Director Nacional de Ferrocarriles, entre 1938-1974. 
Se encuentra sepultado en el Cementerio de la Recoleta.

## Palmarés

### Campeonatos Mundiales de Pelota Vasca
- 1952, San Sebastián: share (medalla de oro)
- 1955, Montevideo: paleta cuero en trinquete (medalla de oro)
- 1955, Montevideo: paleta goma en frontón 30m (medalla de oro)
- 1958, Biarritz: share (medalla de oro)
- 1962, Pamplona: share (medalla de oro)
- 1962, Pamplona: pelota cuero en trinquete (medalla de oro)
- 1970, San Sebastián: share (medalla de oro)